# Bernard Madoff
Bernard Lawrence »Bernie« Madoff, ameriški poslovnež in finačni prevarant, * 29. april 1938, New York, ZDA, † 14. april, 2021, FMC Butner, Severna Karolina
Leta 1960 je ustanovil borzno posredniško podjetje, ki je kasneje postala Bernard L. Madoff Investment Securities LLC. Bil je njen direktor vse do aretacije leta 2008. Podjetje je bilo eno izmed vodilnih podjetij na Wall Streetu, ki so zaobšla specializirana podjetja z neposrednim izvrševanjem naročil strank na drobno. V podjetju je zaposlil tudi svojega brata, Petra Madoffa kot generalnega direktorja in njeno hčer, Shano Madoff kot uradnico za predpise in skladnosti. V podjetju je zaposlil tudi svoja sinova, Marka in Andrewa. Mark je umrl zaradi samomora z obešanjem na drugo obletnico aretacije svojega očeta, Andrew pa je umrl zaradi limfoma leta 2014. Njegov brat Peter je bil obsojen na 10 letno zaporno kazen.
10. decembra 2008 sta njegov sinova ameriškim oblastem povedala, da jima je oče priznal, da je sektor za upravljanje s premoženjem Ponzijeva shema in da je to »ena velika laž«. Naslednji dan so ga aretirali agenti FBI in ga obtožili goljufije z vrednostnimi papirji. Ameriška komisija za vrednostne papirje je že večkrat preiskovala podjetje, vendar pri tem ni zaznala kršitev. 12. marca je Madoff priznal krivdo v 11 točkah zveznih kaznivih dejanj. Ponzijeva shema delovanja naj bi bila ustvarjena sredi devetdesetih let dvajsetega stoletja, vendar preiskovalci menijo, da se je ta pričela že sredi osemdesetih ali celo sedemdesetih let dvajsetega stoletja. Naložbeni škandal je več tisoč vlagateljev oškodoval za več milijard dolarjev. Securities Investor Protection Company (SIPC) je ocenil dejansko finančno škodo na približno 18 milijard dolarjev. 29. junija 2009 je bil Madoff obsojen na 150 let zapora, kar je pomenilo, da bo umrl v zaporu. Umrl je 14. aprila 2021 v Zveznem medicinskem centru Butner v Severni Karolini.

## Zgodnje življenje
Madoff se je rodil 29. aprila 1938 v Queensu v New Yorku. Bil je sin Silvije in Ralpha Madoffa, ki je bil borzni posrednik in vodovodar. Izhajal je iz judovske družine. Njegovi stari starši so bili emigrantskih korenin iz Poljske, Romunije in Avstrije. Bil je drugi od treh otrok, njegovem bratu je bilo ime Peter, sestri pa Sondra. Leta 1956 je diplomiral na Far Rockaway High Scool.
Bernard se je vpisal na Univerzo v Alabami, ki jo je obiskoval eno leto. Tam je postal član bratovščine Tau Chapter of the Sigma Alpha Mu. Kasneje je bil premeščen na univerzo Hofstra in tam leta 1960 diplomiral iz politične znanosti. Eno leto se je celo udeleževal pouka pravne šole v Brooklynu, vendar je odšel in ustanovil svoje podjetje Bernard L. Madoff Investment Securities LLC.

## Kariera
V času nejgove aretacije decembra 2008 je bil Madoff direktor podjetja Bernard L. Madoff Investment Securities LLC.
Podjetje je pričelo poslovati leta 1960 v vlogi delniškega posrednika z začetnim kapitalom v vrednosti 5000 dolarjev (ekvivalent 43.000 dolarjem danes), ki si ga je prislužil kot reševalec in monter brizgalk. V nadaljevanju si je od tasta, računovodje Saula Alperna, sposodil še 50.000 dolarjev. Ta je tudi ustvaril krog družabnikov. Podjetje je sprva oblikovalo trge s kotiranimi in povpraševalnimi cenami s pomočjo Quotation Bureau's Pink Sheets. Za konkuriranje podjetjem na  newyorški borzi so pričeli z uporabo inovativnega računalniškega programa za širjenje svojih ponudb. Pozneje je ta programska oprema postala znana pod imenom NASDAQ. Po 41 letih samostojnega lastništva je podjetje postala družba z omejeno odgovornostjo in Madoff je postal njen edini delničar.

Podjetje je delovalo kot ponudnik na tretjem trgu, pri čemer je povsem zaobšlo specializirana podjetja za neposredno izvrševanje naročil strank na drobno. V nekem trenutku je bilo Madoffovo podjetje največje podjetje na NASDAQu, leta 2008 pa šesta največja tržna družba na Wall Streetu. Podjetje je tudi imelo oddelek za upravljanje in svetovanje naložb, ki pa ga ni nikoli razglasila. Ta sektor je bil kasneje tudi jedro preiskave finančne goljufije. Madoff je bil tudi eden izmed prvih, ki so izvajali plačila v toku naročil, pri katerem stranka kupi posredniku pravice do izvršitve nakupa. O etičnosti takih plačil so dvomili tudi nekateri akademiki, vendar pa je Bernard trdil, da tovrstna plačila niso vplivala na višino izstavljenega računa. Sam je tako poslovanje videl za povsem normalno.
Če gre vaša punca v trgovino po hlačne nogavice so stojala, na katerih so te nogavice, ponavadi plačana s strani proizvajalca. Tok naročil je pritegnil veliko pozornosti, vendar je bil močno precenjen.
Madoff je bil tudi član Nacionalnega združenja trgovcev z vrednostnimi papirji (NASD). Bil je član in predsednik upravnega odbora organizacije.

## Politična vloga
Med leti 1991 in 2008 sta Bernard in Ruth Madoff zveznim kandidatom, strankam in odborom prispevala približno 240.000 dolarjev. Približno 25.000 dolarjev letno sta namenila tudi demokratičnemu senatorskemu odboru za kampanje. Odbor je v izterjatvi stečajnemu upravitelju Irvingu Piccardu vrnil 100.000 dolarjev, senator Charles Schumer pa še dodatnih 30.000 dolarjev, prejetih od Madoffa. Prav tako je senator Christopher Dodd doniral 1500 dolarjev fundaciji Elie Wiesel, ki je bila prav tako žrtev Madoffove prevare.
Med voditelji Združenja za vrednostne papirje in finančne trge (SIFMA) je bilo kar nekaj Madoffovih sorodnikov. Madoff sam je bil član upravnega odbora Združenja industrij vrednostnih papirjev (predhodnica SIFME) in predsednik trgovinskega odbora. Bil je tudi član ustanovnega odbora hčerinske družbe Depository Trust & Clering Corporation (DTCC) v Londonu.
Član upravnega odbora SIFME je bil dva mandata tudi njegov brat Peter. Leta 2008 sta z nečkaom Andrewom prejela priznanje SIFME za izjemno služenje in vodenje. Decembra 2008 je ob pojavitvi novic o Ponzijevi shemi odstopil iz odbora. V osmih letih (2000-2008) sta brata Madoff skupaj donirala 56.000 ameriških dolarjev SIFMI ter sponzorirala nekaj industrijskih srečanj. Nečakinja Bernarda, Shana Madoff je bila članica izvršnega odbora oddelka za skladnost in pravne zadeve, vendar je po stričevi aretaciji kmalu odstopila.